# ザ・ニンジャ
- キン肉マン > キン肉マンの登場人物 > 悪魔超人 > 悪魔六騎士 > ザ・ニンジャ
- キン肉マンII世 > キン肉マンII世の登場人物 > ザ・ニンジャ

ザ・ニンジャは、ゆでたまごの漫画『キン肉マン』およびその続編『キン肉マンII世』に登場する架空の人物。
同作に多数登場する、人間をはるかに超える戦闘能力を持つ「超人」のひとり。忍者をモチーフとしている。

## 主な特徴
初登場時は悪魔六騎士の一人。異形・特異な容貌が多い悪魔六騎士の中で人間に近い姿を持つ。日本の忍者であるため素早い身のこなしや多彩なテクニック、忍術を駆使して闘う。名門の忍者一族でありながらそれを鼻にかけたことが一度もなく、六騎士が対戦する相手の情報を収集する役割を担っている。眼は常に片方しか映らないが、特に隻眼であるとは語られていない。黄金のマスク編では左眼部分が影になって隠れていたが、キン肉星王位争奪編ではベタやスクリーントーンで塗り潰されている。『キン肉マンII世』では右眼が影となって映らなかった。アニメでは両眼とも描かれている。着用している忍者着は先祖代々伝わるもので、それに染み込んだ先祖の血や汗が彼を守っている。当時のカラーイラストでは朱色だったが、アニメでは紺色。『キン肉マンII世』以降は青色になっている。一人称は「拙者」。
正義超人との団体戦でブロッケンJr.に敗れるが、キン肉星王位争奪編にて超人血盟軍の一人として登場、後に改心し正義超人に転身する。悪魔超人時代は勝つためには卑怯な手段も厭わなかったが、超人血盟軍入りしてからは忍者としての誇りを重んじる正々堂々とした性格になっていた。続編『キン肉マンII世』では、老いても現役であり続けた。
作者のゆでたまごによると、ザ・ニンジャは「初登場時は悪魔六騎士のリーダー格だったが、早々に敗北し影が薄くなってしまった」「独自のファイトスタイルから登場時より読者人気も高かったが、同時期に登場したアシュラマンにそれ以上の人気が集中してしまった。しかしアシュラマンの影に埋もれさせたくなかったため、キン肉星王位争奪編や『キン肉マンII世』に再登場させた」という。また作画担当の中井義則は「技が多彩で特殊なので、描きがいがあり、プロレスから離れて別の漫画を描いてるようでもあり、アクセントになって楽しい超人である」と語る。読者応募の採用発表時の名前は「THE NINJA」の表記。アニメのエンディングクレジットでは「ザ・忍者」と表記されている。
忍者の重要な能力のひとつとして、諜報活動に役立つ秘密道具を独自に考案し自作しており、その技能を戦闘に特化した形で進化させている。甲賀の里に源流を持つ名門忍者一族の出だという噂があり、里にいた頃は忍術競技会で優勝を果たし、天才の名をほしいままにしていたという。
小説『ディープオブマッスル!!』では、その出自は人間で、日本の平安時代から現在の滋賀県にて代々甲賀流一門を率いていた高名な頭目の子孫（ただし分家）と語られ、激しい修練を経て「超人」となった末裔の1人と解説された。現代社会で一般人のフリをして紛れ、要人警護や諜報を秘密裏に行う「忍者超人」としての活動を生業としていたが、同族間の裏切り・寝返りによる同士討ち体験を経た空しさと、それに伴う世の中への憎しみを感じていた矢先に、大魔王サタンにこの世を恨む感情と忍者としての実力に目をつけられて勧誘され、悪魔超人界へと身を落とすまでの経緯が描かれている。
学研の図鑑『キン肉マン「超人」』では「人類史に影響を与えた超人」の中の「日本の戦国・江戸時代に影響を与えた超人」に分類されている他、自然現象類超人の中の「気温・室温をあやつる超人」にも分類されている。

## 『キン肉マン』におけるザ・ニンジャ

### 黄金のマスク編
初登場は黄金のマスク編「驚異のリング!!の巻」。ウォーズマンの体内の「五重のリング」における正義超人との団体戦で、「地獄めぐりNo.4・焦熱地獄」を司る悪魔騎士のひとりとして2階でブロッケンJr.と対戦。順逆自在の術や転所自在の術でブロッケンを追い込むが、執念で立ち上がってくるブロッケンによりキャンバスに引き込まれ落下し、1階でロビンマスクに敗れ倒れていたジャンクマンのスパイクに刺さり、死亡した。
その後、悪魔将軍の手により復活し、身体の一部およびテクニックを司る。回想シーンにおいては大魔王サタンの分身として他の六騎士とともに出現、黄金のマスクを奪い去るシーンが描かれている。
当初は五重のリングの4階にてジェロニモと闘い、リングの頂上を目指すキン肉マンを妨害するため2階のサンシャインと交代した。この一連の場面について作者は、当初から人間のジェロニモと巨大なサンシャインを闘わせることを予定していたが、行きがかりでザ・ニンジャを4階に描いてしまい、翌週慌てて入れ替えたと明かしている。

### 夢の超人タッグ編
宇宙超人タッグ・トーナメントで、アシュラマンらの用意した地獄のキャンバスから亡霊となり出現。マッスル・ブラザーズ（キン肉マンとキン肉マングレート）を苦しめるが、マッスル・ローリングによりキャンバスに戻された。

### キン肉星王位争奪編
宇宙超人タッグ・トーナメント終了後に復活。顔つきや忍者着のデザインが変更されている。
ブロッケンJrやバッファローマンやアシュラマンと共にキン肉マンソルジャー（キン肉アタル）にスカウトされる。他の3人がキン肉マンとの友情を優先し断る中、キン肉マンとの友情がないニンジャは「条件次第により引き受ける」と承諾するが、ソルジャーは4人全員が必要と言い残し去った。その後、ベルリン市外に現れた強盗を退治したソルジャーの魅力に惹かれて参加・超人血盟軍を結成、キン肉星王位争奪サバイバル・マッチに参加する。
チームの先鋒に選ばれたニンジャは、名古屋城にてキン肉マンスーパー・フェニックス率いる知性チームの先鋒・サタンクロスと対戦。西洋忍術を使うサタンクロスに対し、ニンジャも日本忍者としての意地と誇りをかけて闘うが、分身したサタンクロスを発見するため先祖の血と汗に守られた忍者着を脱いだことで劣勢となり、昇技・トライアングルドリーマーを受けて胴体を裂かれ敗北。ソルジャーから忍耐力を認めてスカウトしたと告げられ、自分の闘いが役に立ったかのかという後悔の念を残し息を引き取るが、ニンジャの死はチームに燃えたぎる闘魂を植えつけていた。また、アシュラマンには試合前に特製の肩当てを贈っており、リングに遺した襟巻きは終盤のソルジャーとフェニックスとの闘いにてソルジャーを救っている。ソルジャーことアタルは、ニンジャが参加してくれたことも馴れ合いになりつつあるキン肉マンたちの友情に喝を入れてくれたと、他のチームメイトに対してと同様に感謝している。
『キン肉マン』最終回ではキン肉マンのフェイス・フラッシュにより、ブロッケンJr.たちと共に蘇った。
第4回人気投票では第15位にランクインしている。

### 完璧超人始祖編
復活した悪魔将軍が超人墓場へ侵攻するのに伴い、アシュラマンを始め他の生き返っていた悪魔六騎士と共に、悪魔将軍のもとに再び集結する（忍者着のデザインは、再び悪魔騎士時代のものとなっている）。
超人墓場にて悪魔将軍が禁断の石臼を逆回転させることで崩壊させ、墓場と地上の現世が直結して悪魔六騎士も進入可能となったため、悪魔将軍に続いて超人墓場への侵攻を開始する。次元空間を通過し、たどり着いた京都・銀閣寺（シルバーキャッスル）で完璧超人始祖の一人・カラスマンと交戦、ニンジャを上回る技量とスピードを持つカラスマンに苦戦する。悪魔騎士として参戦中のために表面上はブロッケンJr.ら正義超人たちを冷たく突き放すが、それは彼らを悪魔の論法の巻き添えにすまいという悪魔超人なりの配慮であり、キン肉マンソルジャー（キン肉アタル）が提唱していた無言の友情＝真・友情パワーを貫き通した。それを受けたブロッケンJr.やキン肉マンたち正義超人軍も「Lの陣形」で無言の激励を送る。「完璧・玖式奥義 鴉の早贄刺し」でKO寸前となっていたニンジャは、死の淵から復活。忍法顔写しでカラスマンの容姿と能力をコピーし、悪魔忍法クモ糸縛りにカラスマンを捉え、順逆自在の術と体躯鸚鵡返しの打ち合いとなる。結果、カラスマンはクモ糸縛りから脱出できず全身をバラバラにされ、ザ・ニンジャの勝利となる。
超人墓場で悪魔将軍、サンシャインと合流後、国立競技場に向かった。そして、サイコマンの挑発に攻撃を仕掛けるが、カラスマンとの戦いでダメージが残ったままであったために返り討ちに遭う。その後、ブラックホールと共に病院へ向かった。
ゆでたまごの嶋田隆司はザ・ニンジャの勝利に関しては「ザ・ニンジャは勝ったことがないため、最初から勝たせること前提で描いていましたし、ファンの皆さんがどれだけ喜んでくれるんだろうと想像していました」と語っている。

### オメガ・ケンタウリの六鎗客編
先の戦いの負傷から回復して、魔界の宮殿にサンシャインたちと一緒にいたところを、大魔王サタンの張った結界に閉じ込められる。その後、関ヶ原の浮遊立方体リングでジャスティスマンが実体化した大魔王サタンを粉々に砕いて勝利したことで、結界は解除された。

### 新シリーズ
ソ連（現リトアニア）の北部、シャウレイの十字架の丘のリングで超神ザ・ナチュラルに敗れたサタンクロスことサムソンが息を引き取った直後にバッファローマンと共に到着。キン肉アタルから「今こそ超神たちに対抗するために“血盟の理念”を示すべきだ」と告げられ、超人血盟軍を再結成・再加入する。そして、地上と天界を繋ぐ道であるバベルの塔へ挑む8名の超人たちを選ぶ話し合いの最中に割って入ったサンシャインから、自身の代わりに魔界の留守番を頼まれる。
人気投票企画「キン肉マン超人総選挙2013」では9位、「キン肉マン超人総選挙2015」では7位、「キン肉マン超人総選挙2017」では8位、「キン肉マン超人総選挙2019」では6位、「キン肉マン超人総選挙2021」では9位、「キン肉マン超人総選挙2024」では8位にランクインしている。

### 主要対戦成績
- シングルマッチ
  - ×ブロッケンJr.（道連れ地獄）
  - ×サタンクロス（昇技・トライアングルドリーマー）
  - ○カラスマン（悪魔忍法クモ糸縛り）
- 団体戦
  - ×知性チーム（0勝2敗1引き分け）

## 『キン肉マンII世』におけるザ・ニンジャ
キン肉星王位争奪サバイバル・マッチ後、キン肉アタルとのチームを忘れられなかったニンジャは彼と共に超人特別機動警察隊（ちょうじんアンタッチャブル）を結成。宇宙に散らばる悪行超人の捕縛に活躍する。キン肉星に攻め入ったノーリスペクトの一人・ハンゾウと対峙するが、ニンジャは心の奥底にある恐怖心から部隊の先陣を切らなかったため、愛弟子のコクモを殺された。その後、ハンゾウを逮捕するが特別機動警察隊を解散し、以後は賞金稼ぎとして活動する。
その10年後、キン肉アタルが甥であるキン肉万太郎のK.K.D修練のためノーリスペクトを逃がしたと聞き、ハンゾウを追って日本へ向う。老いながらも未だ現役であり、得意の忍術はさらに磨きがかかっている。忍者着は肩の部分が逆立ったデザインに変更されている。京都・清水寺でハンゾウと闘うも、敗れて顔の皮を剥がされ、肉体も清水寺から転落し滅びた。しかし魂は生きており、ハンゾウから逃げようとする万太郎に活を入れ、自分の襟巻きを託した。この襟巻きは万太郎がハンゾウに勝利した後、仮面が割れ焼け爛れた素顔を晒したハンゾウに渡された。
悪魔の種子編では、アイドル超人軍として悪魔の種子（デーモンシード）の一人・ゲッパーランドと戦い窮地に陥ったハンゾウの前に霊体として現れ、正義超人としての「折れない心」を説き、ハンゾウを勝利へと導いた。
悪魔の胎内（デーモン・ウゥーム）では、悪魔超人に殺された正義超人の残骸で出来た骸柱から突然出現して、落下しそうになったミートのボディパーツを救った。後で骸柱に入れられていた万太郎の仲間たちは悪魔将軍のダイヤの破片の効力で甦るが、ニンジャはその描写がなく、後の消息は不明。
第1回キャラクター人気投票では第16位、第4回キャラクター人気投票では第18位にランク入りしている。

### 主要対戦成績
- ×ハンゾウ（釣鐘割り）

## 得意技
順逆自在の術
超スピードにより技の受け手とかけ手を瞬時に入れかえる術。様々な技に対し繰り出すことができる。キン肉マンはこの技を使うには超人強度500万パワーは必要と発言したが、ニンジャは360万パワーで術を使いこなしている。
焦熱地獄
厳密には技名ではないが、口から火の玉を吐き出したり指先で火種を点火するなどして後述の技へと繋げる。
忍法クモ糸縛り
リング上のロープを相手の全身に絡め、身動き不能にさせる技。最後にはロープの絞めつけにより相手はバラバラになる。ザ・ニンジャの最大奥義であり、完璧超人始祖編では「悪魔忍法クモ糸縛り」と呼ばれた。
忍法鋼縄
忍法クモ糸縛りで相手に絡ませたロープを鉄製の帯に変化させる。
身体あやつりの術
念力で見えない糸を作り出し、自らの身体を模した人形をテレパシーで操り攻撃する。この時、自身の両手両足は亀のように人形の中に引っ込める。
転所自在の術
忍者服をキャンバス上に広げることにより、リング上を着物に描かれた絵の世界へ変化させる技。
同系統の技にサタンクロスのミラクル・シーツがある。
手裏剣ストンピング
足袋に手裏剣を挟み連続で放つ蹴り技。アニメでは使用せず、同様の場面で手裏剣を挟まずに踏みつけていた。
忍法顔写し
相手の顔に掌を置き、自分の顔へと写しとる技。当初は顔が傷ついたため使用したが、完璧超人始祖編では相手の姿だけでなく能力を奪い取ることが可能と明かされた。
忍法水鳥羽輪の術〜忍法業火羽輪の術
水鳥の羽毛で竜巻を起こして相手を怯ませたのち、羽毛に点火し炎で攻撃する。業火羽輪の術は完璧超人始祖編において「悪魔忍法業火羽輪の術」と呼ばれた。
忍法蜘蛛糸風鈴
先祖伝来の忍者着の生地をほどいて蜘蛛の糸のように周囲に張り巡らせ、相手の動きを封じる。
背転田楽刺し
後方宙返りから背後の相手に目掛けて放つ蹴り。
忍法夜光虫
海上を漂う夜光虫を体にまとわせ発光し、相手の目を眩ませる。
忍法絶対零度
身体を空中で旋回させ真冬の風を起こし、全てを凍らせる。アニメでは使用されていない。
忍法氷華葬い縛り
海水が凍ったものを綱状にして相手を縛り上げる。
人心露わの術
相手の頭上に指一本で着地し、思考を読み取る能力。相手が無心の状態だと読み取れない。
空蝉の術
丸太などを身代わりにして相手の攻撃をかわす。
三猿暗黒の術
煙玉を投げてリングを黒い煙幕で覆う。
空気手裏剣
空気の塊を手裏剣状にして飛ばす。相手の身動きを封じることが可能。
彎月手裏剣刺し
足袋に鉄製の手裏剣を挟んだ状態でキックを放つ。
彎月田楽刺し
上記の状態から放つ背転田楽刺し。

## プロフィール
- 分類 - 悪魔超人→正義超人 / 伝説超人
- 出身地 -  日本[23][24]
- 身長体重 - 190 cm 115 kg[23][24]
- 年齢 - 24歳（初代）[24]
- 超人強度 - 360万パワー[23][24]

### 異名
- 日本の正統忍者[25]
- ジャパニーズ・マジック[26]
- 泣く子も黙る執念の警官（ポリス）[27]
- 千の術を持つ男[28]
- 焦熱の日本忍者[29]
- 忍術マスター[30]
- 勝つことを宿命づけられた戦士[30]
- 闇で輝く青き閃光[30]
- 生粋の悪魔[30]
- 燃える忍魂[30]
- 受け継ぐ戦鬼の覚悟[30]

### 主な肩書き
- 悪魔六騎士（地獄の六騎士）
- 超人血盟軍・先鋒
- 超人特別機動警察隊（アンタッチャブル）

### 個人タイトル歴
- 甲賀忍術競技会優勝 ('80)[23]

## 声優
広瀬正志
- テレビアニメ『キン肉マン』
- テーマソング
- パチスロキン肉マン

速水奨
- テレビアニメ『キン肉マン キン肉星王位争奪編』

平田広明
- テレビアニメ『キン肉マンII世』
- テレビゲーム

弦徳
- ゲーム『戦国大戦』

## テーマソング
ジャパニーズ・マジック
歌 - コロムビアゆりかご会、こおろぎ'73 / セリフ - 広瀬正志（ザ・ニンジャ） / 作詞 - 森雪之丞 / 作曲 - 芹澤廣明 / 編曲 - 松井忠重

## コンピュータゲーム
『キン肉マンII世』の最初のゲーム化作品である『キン肉マンII世 ドリームタッグマッチ』では、14体のプレイヤーキャラクターの一人としてザ・ニンジャが登場している。登場キャラクターで最速のスピードを誇り、テリー・ザ・キッドと技が被るテリーマンの代わりに登場した経緯がある。
『キン肉マンII世 超人聖戦史』では黄金のマスク編のストーリー終了後、主人公の属性ゲージが一定値なら仲間にできる。また主人公が日本出身で一定の条件を満たしていれば弟子入りすることも可能で、「業火羽輪の術」を習得できる。
『キン肉マンII世 新世代超人VS伝説超人』など『キン肉マンII世』以後のゲームでは、タッグチームを組むキャラクターによっては特定のチーム名が付けられている。
- オリエンタル・メソッド - キン肉万太郎
- 悪魔騎士デュオ - サンシャイン
- 超人忍びの集 - ハンゾウ
- 悪魔学舎コンビ - ブラックホール
- 悪魔主従コンビ - 悪魔将軍
- コンバット・ニンジャズ - キン肉アタル

いずれもゲームオリジナル。
『キン肉マンII世 新世代超人VS伝説超人』のストーリーモードでは、悪魔六騎士時代の設定で登場している。サンシャインと共に新世代正義超人を襲撃、同じ目的をもった新世代悪行超人と乱戦になる。
『キン肉マン マッスルグランプリ』では、ザ・ニンジャの2Pカラー（同じキャラクター同士で対戦するための色違いキャラクター）としてアニメカラー版が登場している。
『戦国大戦 -1582 日輪、本能寺より出づる-』では、ゆでたまごの描き下ろしとしてザ・ニンジャをモデルにしたSS（戦国数寄）風魔小太郎が登場している。弦徳が声を担当した。
『ぱちんこキン肉マン 夢の超人タッグ編』でのマッスルタッグトーナメントでは、ザ・魔雲天と「漆黒の武士道コンビ」を組んで登場している。ツープラトンの「活火山ドロップ」は、ザ・ニンジャが転所自在の術でリング上に火口を出現させて、火山の噴火と共に飛び出した魔雲天がマウンテン・ドロップを仕掛ける技となっている。